# Cerkiew Narodzenia Pańskiego w Moskwie (Izmajłowo)
Cerkiew Narodzenia Pańskiego – prawosławna cerkiew w Moskwie, w rejonie Izmajłowo we wschodnim okręgu administracyjnym miasta, w dekanacie Narodzenia Pańskiego eparchii moskiewskiej Rosyjskiego Kościoła Prawosławnego. Pierwotnie jedna z trzech świątyń przy rezydencji carów w Izmajłowie, obok cerkwi św. Jozafata oraz cerkwi Opieki Matki Bożej.

## Historia

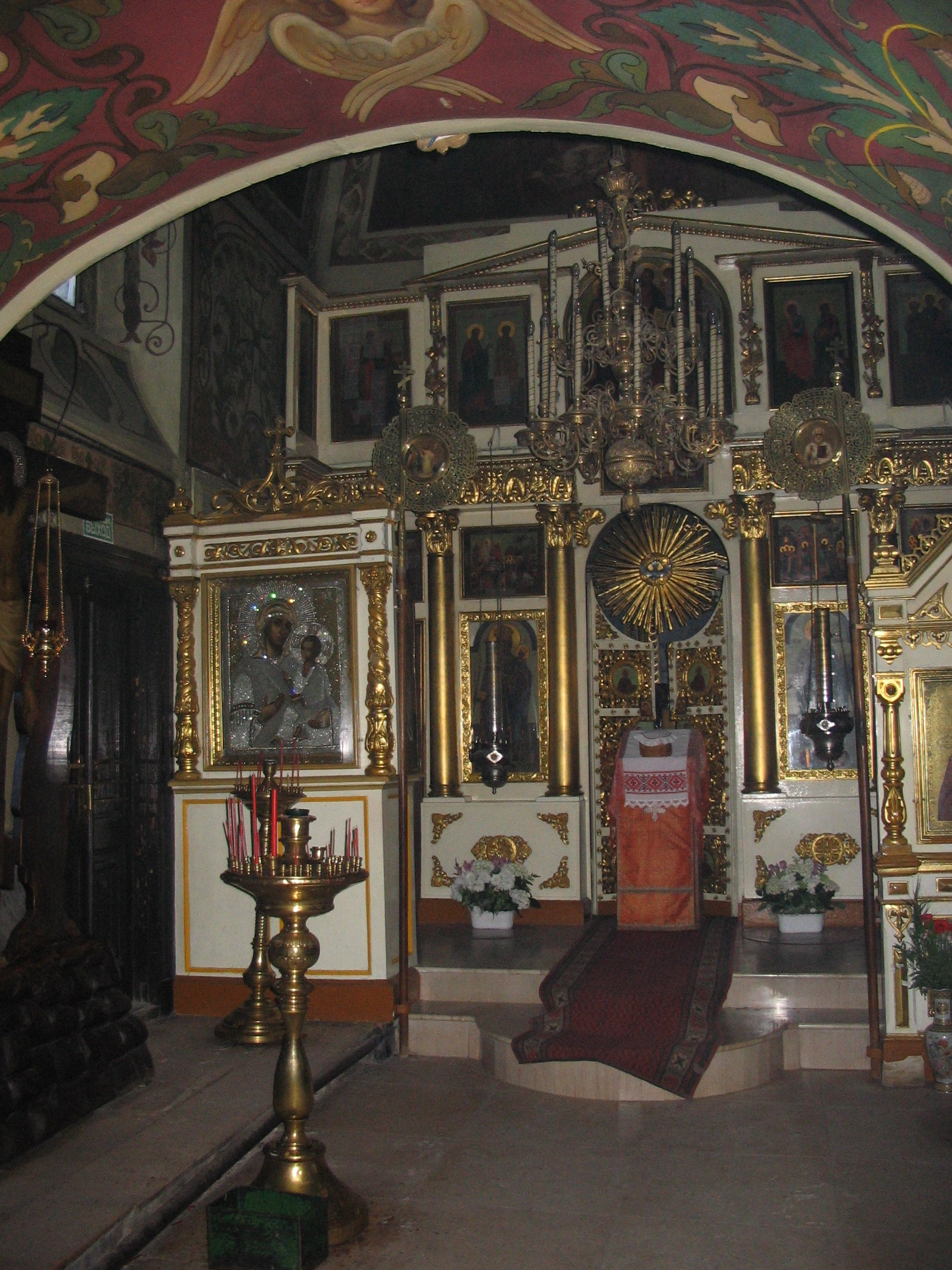
Ikonostas

Pierwszą drewnianą cerkiew Narodzenia Pańskiego na miejscu obecnej wznieśli latem 1664 żołnierze pułku strzelców. Nową, murowaną świątynię na tym miejscu wznieśli budowniczowie z Kostromy, z fundacji carów Aleksego I i Fiodora. Ci sami twórcy zbudowali następnie na terenie carskiej rezydencji w Izmajłowie cerkiew Opieki Matki Bożej. Gotową świątynię wyświęcił w 1676 patriarcha moskiewski i całej Rusi Joachim. Już po tej dacie cerkiew rozbudowano od zachodu o obszerny przedsionek, zaś na początku XVIII wieku zbudowano dzwonnicę.
Od 1804 do 1854 w świątyni przechowywana była kopia Jerozolimskiej Ikony Matki Bożej, uważana za cudotwórczą, następnie przeniesiona do kolejnej cerkwi przy pałacu carskim w Izmajłowie – cerkwi św. Jozafata. Po jej zburzeniu na polecenie władz radzieckich wizerunek ponownie przeniesiono do cerkwi Narodzenia Pańskiego. Cerkiew Narodzenia Pańskiego była czynna przez cały okres radziecki.
Na wyposażeniu świątyni zachowywały się trzy ikonostasy z ikonami napisanymi przez kostromskiego ikonografia Siergieja Rożkowa, datowane na rok 1678 i odnowione w I połowie XVIII wieku.